# 프리스비라지 카푸르
프리스비라지 카푸르(Prithviraj Kapoor, 1901년 11월 3일 ~ 1972년 5월 29일)는 인도의 배우이다. 인도의 연극 및 영화 산업의 선구자라 불리고 있다.